# Felipe Garrido
Felipe Garrido (Guadalajara, Jalisco, 10 de septiembre de 1942) es un escritor y académico mexicano.

## Estudios y docencia
Realizó la licenciatura en Lengua y Literaturas Hispánicas en la Facultad de Filosofía y Letras de la Universidad Nacional Autónoma de México (UNAM). Ha impartido clases en el Centro Universitario México y en el Centro de Enseñanza para Extranjeros de la UNAM.

## Editor y escritor
Se ha desempeñado como director general de Divulgación de la Secretaría de Educación Pública, subdirector de ediciones de SepSetentas, SEP/INAH, y SEP/Documentos. 
De 1976 a 1980 fue jefe de producción de la editorial Nueva Imagen y de la editorial Utopía. De 1979 a 1985 fue gerente de producción del Fondo de Cultura Económica (FCE). De 1986 a 1989 fue director de Literatura del Instituto Nacional de Bellas Artes (INBA).  Ha dirigido las editoriales El Ermitaño, Solar, Servicios Editoriales, Ediciones Xalli, Universidad de Guadalajara. Fue coordinador del programa editorial del Patronato del Teatro Isauro Martínez en Torreón. 
Como articulista, ha colaborado en Mañana, Contenido, Transformación, El Médico, Medicina de Posgrado, Mundo Médico, La Palabra y el Hombre, El machete, La Gaceta del FCE, Casa del Tiempo, Proceso, México en el Arte, El Heraldo y Sábado y algunas otras. Ha traducido obras de autores como Robert Gordon Wasson, Herbert Eugene Bolton y Lillian Hellman.
En julio de 2014 se publica su colección ganadora del Premio Xavier Villaurrutia, Conjuros, por primera vez en España editado por Malpaso Ediciones

## Investigador y académico
Pertenece al Departamento de Investigaciones y Superación Académica de la Universidad de Guadalajara, siendo además, asesor del rector. Es miembro del Consejo Estatal para la Cultura y las Artes de Jalisco. Fue nombrado miembro de la Academia Mexicana de la Lengua el 25 de septiembre de 2003, y tomó posesión de la silla XVII el 9 de septiembre de 2004. Fue nombrado director adjunto de la misma el 25 de marzo de 2011, y en marzo de 2014 fue reelecto en este mismo cargo por cuatro años más. 

## Premios y distinciones
- Premio Juan Pablos, por su libro Tajín y los siete truenos en 1982.
- Premio Nacional de Traducción Literaria Alfonso X, por la obra Quizás de Lilian Hellmanen en 1983.
- Bianual otorgado por la Organización Internacional para el Libro Juvenil (IBBY).
- Lista de honor del IBBY, del libro infantil Lección de piano escrito en 2004.
- Premio Los Abriles, por La urna y otras historias de amor.
- Premio Xavier Villaurrutia 2011, por Conjuros.

## Publicaciones
Ha escrito artículos, ensayos, prólogos, antologías y más de cuarenta libros de cuentos, entre estos destacan:
- Conjuros
- La Musa y el Garabato.
- La primera enseñanza.
- Como leer (mejor) en voz alta.
- El buen lector se hace, no nace.
- Tajín y los siete truenos.
- Racataplán.
- Lección de piano.
- Voces de la Tierra: la lección de Juan Rulfo.
- Para leerte mejor.
- El Quijote para jóvenes.
- Don Quijote de la Mancha para niños.
- La necesidad de entender: ensayos sobre literatura y la formación de lectores.
- Compartir el poder: la lucha por la democracia en México.
- Una breve historia contada a los jóvenes.
- El Periquillo Sarmiento: sus extraordinarias venturas y desventuras.
- Asombro del Nuevo Mundo.

### Traducciones
- El camino a Eleusis.
- Teonanácatl, el hongo prodigioso.
- Los confines de la cristiandad.
- Quizás.

### Crónicas
- Viejo Continente.
- Crónica de los prodigios.
- La naturaleza.
- La huella del hombre.